# Poder Judicial de Honduras
El Poder Judicial de Honduras es uno de los tres poderes de la república de Honduras, los otros dos son el ejecutivo y el legislativo. Su máximo tribunal con jerarquía del Poder Judicial es la Corte Suprema de Justicia de Honduras. El conjunto de juzgados y tribunales, integrados por jueces y magistrados, que tienen la potestad de administrar justicia en nombre del Gobierno de Honduras.
Está conformado por los siguientes juzgados e instituciones:
- Juzgados de Paz
- Juzgados de Letras (Departamentales/Seccionales)
- Juzgados de Familia
- Juzgados de la Niñez y Adolescencia
- Juzgados de Inquilinato
- Juzgados de lo Contencioso Administrativo
- Juzgados del Trabajo
- Juzgados Contra la Violencia Doméstica
- Juzgados de Ejecución de Penas
- Juzgados de Competencia Nacional en Materia Penal
- Juzgados Anticorrupción.
- Juzgados en Materia de Extorsión.
- Tribunales de Sentencia
- Corte de Apelaciones Mixtas (Penal y Civil)
- Cortes de Apelaciones de lo Penal
- Cortes de Apelaciones de lo Civil
- Cortes de Apelaciones de lo Contencioso Administrativo
- Corte Suprema de Justicia
- Inspectoría General de Tribunales
- Consejo de la Carrera Judicial